# 2016 (numero)
Duemilasedici (2016) è il numero naturale dopo il 2015 e prima del 2017.

## Proprietà matematiche
- È un numero pari.
- È un numero composto da 36 divisori: 1, 2, 3, 4, 6, 7, 8, 9, 12, 14, 16, 18, 21, 24, 28, 32, 36, 42, 48, 56, 63, 72, 84, 96, 112, 126, 144, 168, 224, 252, 288, 336, 504, 672, 1008, 2016. Poiché la somma dei suoi divisori (escluso il numero stesso) è 4536 > 2016, è un numero abbondante.
- È esprimibile come 6!!(6!!-6).
- È un numero triangolare.
- È un numero semiperfetto in quanto pari alla somma di alcuni (o tutti) i suoi divisori.
- È un numero rifattorizzabile.
- È esprimibile come somma di una serie di cubi consecutivi: 2016 = 33 + 43 + 53 + 63 + 73 + 83 + 93.
- È un numero di Harshad nel sistema numerico decimale, cioè è divisibile per la somma delle sue cifre.
- È un numero congruente.
- È un numero malvagio.
- È parte delle terne pitagoriche (238, 2016, 2030), (270, 2016, 2034), (312, 2016, 2040), (512, 2016, 2080), (555, 2016, 2091), (588, 2016, 2100), (840, 2016, 2184), (920, 2016, 2216), (1140, 2016, 2316), (1188, 2016, 2340), (1225, 2016, 2359), (1512, 2016, 2520), (1820, 2016, 2716), (1863, 2016, 2745), (1920, 2016, 2784), (2016, 2200, 2984), (2016, 2262, 3030), (2016, 2310, 3066), (2016, 2688, 3360), (2016, 2812, 3460), (2016, 3162, 3750), (2016, 3240, 3816), (2016, 3713, 4225), (2016, 3780, 4284), (2016, 4312, 4760), (2016, 4488, 4920), (2016, 4988, 5380), (2016, 5100, 5484), (2016, 5187, 5565), (2016, 5880, 6216), (2016, 6110, 6434), (2016, 6765, 7059), (2016, 6912, 7200), (2016, 7810, 8066), (2016, 7938, 8190), (2016, 8960, 9184), (2016, 9300, 9516), (2016, 10270, 10466), (2016, 10488, 10680), (2016, 12012, 12180), (2016, 12463, 12625), (2016, 14040, 14184), (2016, 15812, 15940), (2016, 16065, 16191), (2016, 18088, 18200), (2016, 18762, 18870), (2016, 20687, 20785), (2016, 21120, 21216), (2016, 24150, 24234), (2016, 28188, 28260), (2016, 31720, 31784), (2016, 36260, 36316), (2016, 37605, 37659), (2016, 42312, 42360), (2016, 48363, 48405), (2016, 56430, 56466), (2016, 63488, 63520), (2016, 72562, 72590), (2016, 84660, 84684), (2016, 112887, 112905), (2016, 127000, 127016), (2016, 145145, 145159), (2016, 169338, 169350), (2016, 254012, 254020), (2016, 338685, 338691), (2016, 508030, 508034), (2016, 1016063, 1016065).

## Astronomia
- 2016 Heinemann è un asteroide della fascia principale del sistema solare.

## Astronautica
- Cosmos 2016 è un satellite artificiale russo.